# Opel K-180
El Opel K-180 fue un vehículo fabricado por General Motors de Argentina en el año 1974. Se trata de un automóvil desarrollado íntegramente en Argentina y basado en el modelo Opel Kadett C de Alemania. Su denominación hacía alusión al coche del cual derivaba y al principal desarrollo hecho en Argentina, el cual fue su motor de 1800 cm³.
Es un automóvil de turismo del segmento C, pensado por General Motors como respuesta a la crisis mundial petrolera que afectó al mercado en los años 1970. También el objetivo de General Motors con este auto fue el de acaparar el mercado de los compactos, dando caza a modelos ya consagrados de su segmento, como el Dodge 1500, el Renault 12 y el Fiat 128. 
A pesar de tener su origen en la tercera generación del Opel Kadett y guardar similitud con el brasileño Chevrolet Chevette, el K-180 únicamente fue producido con carrocería sedán de cuatro puertas. Al mismo tiempo, presentó como principales reformas su motor Chevrolet 110 de 1800 cm³ (desarrollado íntegramente en Argentina, sobre la base del motor Chevrolet 194 de 6 cilindros en línea) y una reinterpretación de la Plataforma "T" de General Motors, la cual debió ser reforzada ya que el motor 110 era muy superior al motor original del Kadett de 1200 cm³. La producción de este coche finalizó en 1978 como consecuencia del retiro de General Motors del mercado argentino.

## Historia

### El Proyecto 110
A comienzos de los años 1970 una gran crisis mundial petrolera hizo mella en los planes de las automotrices estadounidenses en el mercado argentino, donde se había afirmado la producción de automóviles con motorizaciones de gran cilindrada. Esta situación, hacía que el comprador acuda a vehículos de baja cilindrada o vehículos de bajo costo, en claro desmedro de estos vehículos de gran porte. Precisamente, General Motors estaba incluida entre las marcas que vendían al público vehículos de gran porte y de alto consumo.
Fue así que en 1974, se decidió la suspensión de la producción del Chevrolet 400, dejando solamente el producto Chevy como opción de automóvil, junto a los demás productos. Sin embargo, esta decisión se venía perfilando ya desde 1971, cuando los ingenieros de General Motors comenzaron sobre el block del motor "194" del Chevrolet 400, el desarrollo de un nuevo motor para ser ofrecido en el mercado argentino. El mismo, fue desarrollado durante los siguientes 3 años, para luego definitivamente obtener el nuevo producto: El Chevrolet 110.
El motor era un 4 cilindros de 1800 cm³, al cual solamente había que buscarle la carrocería que lo termine de equipar. Fue así que en diferentes observaciones, descubrieron que tanto en Europa como en Brasil, los modelos Opel Kadett y Chevrolet Chevette respectivamente, eran un verdadero éxito en ventas. Esto, sumado a la importación de vehículos europeos por parte de la competencia, dio el puntapié inicial para comenzar la producción del nuevo producto de General Motors: el Opel K-180.

### El primer Opel K-180 Argentino
El Opel K-180 fue presentado en la Argentina en noviembre de 1974 y marcó la entrada de General Motors al segmento de los coches medianos. Este coche fue la respuesta de General Motors a la crisis del '70, como así también la respuesta al desafío que implicaba la aparición del Ford Taunus.
Como se había mencionado anteriormente, el proyecto de fabricación del automóvil comenzó a desarrollarse efectivamente en octubre de 1971. Para diseñar el motor, se tomó como base el motor "194" del Chevrolet 400, al cual se le recortaron 2 cilindros. Posteriormente, se inició el desarrollo de una nueva tapa de válvulas, además de utilizarse piezas de la distribución del viejo Chevrolet, como así también una caja de cambios de origen Opel.
Uno de los puntos complicados a la hora del desarrollo de este auto fue la adaptación del motor a la carrocería, para lo cual se tuvo que revisar todo una y otra vez para poder llegar al modelo final. Para ello, los ingenieros de General Motors, debieron reformar todo lo que a la plataforma y tren delantero se refería, para poder equipar el nuevo motor. Recordemos que el coche inicialmente elegido para este proyecto fue el Opel Kadett, pero el Kadett se equipaba con un motor de 1200 cm³, por lo que el Opel K-180 era muy superior con sus 1800 cm³, que le otorgaban mayor potencia.

### Homenaje a los ganadores de las 500 Millas Argentinas
Como parte de los eventos de presentación del Opel K-180, General Motors de Argentina apeló a una temática publicitaria estratégica al organizar en conjunto con la Asociación Mutual Social y Deportiva Atlético de Rafaela, administradora del Autódromo Ciudad de Rafaela, la realización de una competencia homenaje para los ganadores de las 500 Millas Argentinas. En esta competencia, participaron los ganadores de las distintas ediciones de este evento, desde 1950 hasta 1975. Entre las figuras más reconocidas del ambiente, estuvieron presentes Juan Manuel Fangio, José Froilán González, Luis Rubén Di Palma y Jorge Ternengo entre otros. La competencia se desarrolló el 16 de octubre de 1978 y tuvo como ganador a Ternengo (ganador de la edición 1969), seguido de Ángel Monguzzi (ganador de la edición 1972) y Carlos Pairetti (ganador de la edición 1968).

## Los diferentes modelos

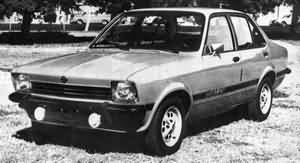
Opel K-180 "Rally".

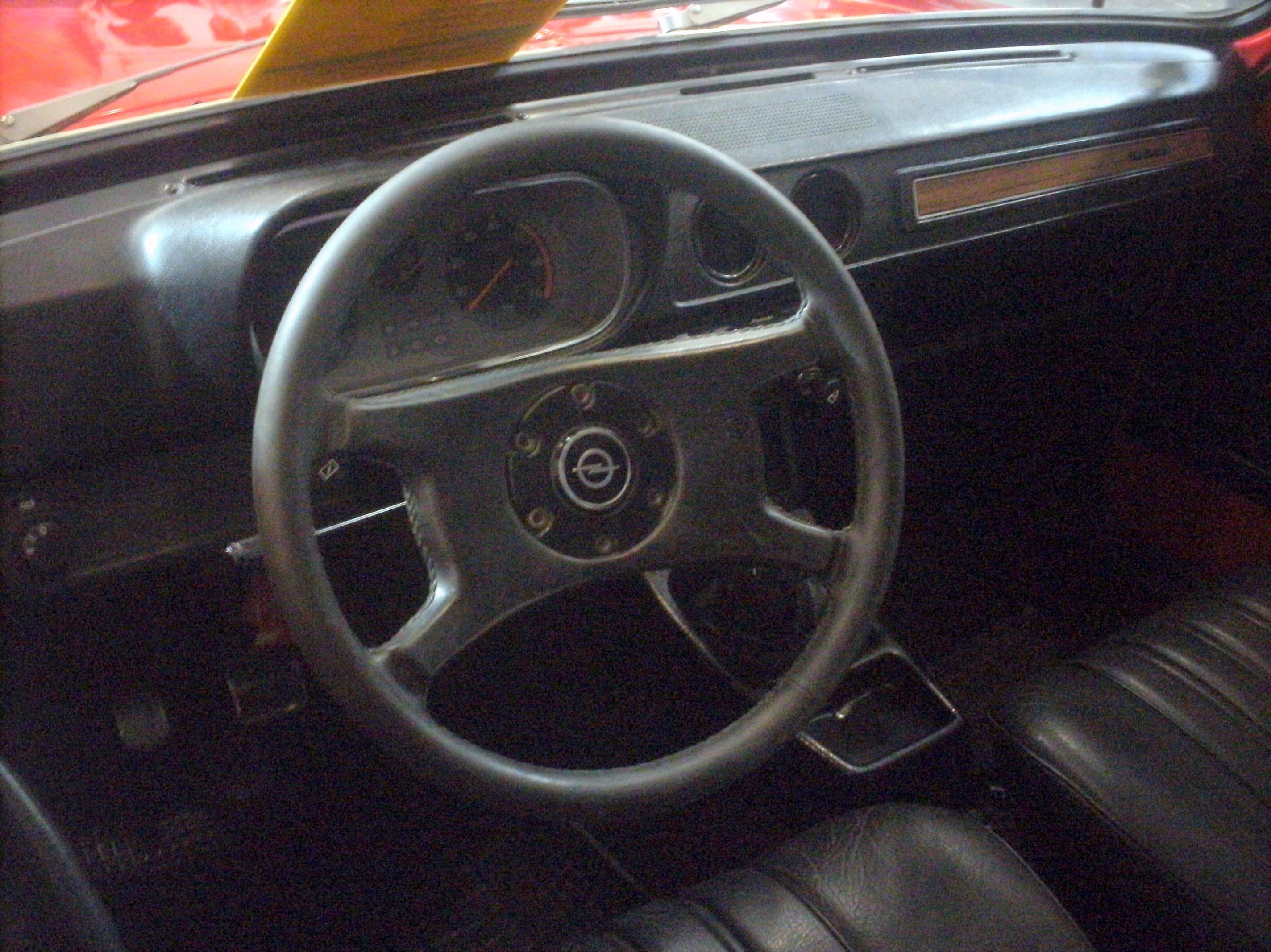
Interior del K-180.

El primer Opel K-180 presentado en Argentina fue un modelo denominado «Base», el cual era el modelo presentación del nuevo producto de Opel. El mismo, venía con el nuevo motor «110» (1,8 l) desarrollado íntegramente en Argentina, que estaba acoplado a una caja manual de 4 velocidades de origen Opel, similar al Opel Manta. Equipaba además a este motor un carburador Zenith vertical, además de utilizar como combustible, nafta súper. El nombre del automóvil se debe a dos razones: la K indicaba el nombre original del modelo: Kadett, mientras que el 180 indicaba la cilindrada del motor. 
Otro punto curioso de este auto fue que llevaba su tanque de nafta embutido en el asiento trasero del coche, el cual ofrecía más espacio de carga en su maletero. Era también característico del auto, su gran visibilidad debido a sus grandes áreas vidriadas, como así también su poderoso sistema de frenado, el cual no presentaba ninguna tendencia a desviarse cuando se frenaba derecho, luego de recorrer su trayectoria a una velocidad de 140 km/h. También en su diseño se tuvo en cuenta la aerodinámica, ya que fue dotado de un zócalo en el frente, que creaba un vacío en su parte inferior, lo que provocaba que el coche tenga una mejor tenida a altas velocidades.
Otro modelo presentado en el país fue el Opel K-180 «Rally», una versión deportiva del modelo que ponía de manifiesto el deseo de General Motors para con sus clientes: ofrecer un coche mediano deportivo, con toda la comodidad de un coche familiar de bajo consumo. Este coche se presentó en 1976 e incluía entre sus agregados, la incorporación del tacómetro a su nuevo tablero, como así también para golpes negros y franjas decorativas en los laterales del coche (estilo Chevy Serie 2, Chevrolet 400 Rally Sport), con el emblema "Rally" en ambos costados.
Y el último modelo que fue presentado en 1977 fue el Opel K-180 «LX», el cual, como indican sus iniciales, ofrecía equipamiento de lujo en su interior. Entre sus detalles, se pueden mencionar, las butacas más mullidas con tapizado de cuero y diferentes posiciones de reclinado, como así también apoyabrazos acoplados a los paneles de las puertas, un volante de menor diámetro forrado en cuero y un nuevo panel de instrumentos.
En cuanto a las distinciones recibidas por este modelo, solo puede mencionarse el galardón recibido en 1977 por la APICA (Asociación de Periodistas de Industria y Comercio de Argentina), que lo condecoró como el "auto del año", ya que un año después, General Motors cerró sus puertas y por ende finalizó su producción.
En cuanto a materia deportiva, el Opel K-180 fue utilizado para correr en Rally Nacional, donde en 1985, uno de estos modelos finalizó tercero en el campeonato, peleándo de igual a igual con los Renault 18.
También, el producto de General Motors estuvo presente desde el inicio de la categoría TC 2000, cuando se presentaron algunos pocos Opel K-180 nacionales, conducidos por pilotos particulares e inclusive, hubo pruebas por parte del piloto Ricardo Joseph de General Motors, para intervenir en el TC 2000 como equipo oficial. Pero el retiro de General Motors en 1978, provocó que los Opel se vieran desde el inicio sin un apoyo oficial efectivo por parte de la terminal. Fue también importante la participación que tuvo este coche en las carreras de Turismo Carretera, donde uno de sus pilotos más destacados, fue Darío Ramonda, quién con su Opel participó de la Vuelta de América del Sur, siendo uno de sus más férreos defensores.

## Motorizaciones
Todos los modelos fueron equipados con el motor de 4 cilindros en línea «Chevrolet 110» de 1796,8 cm³,una relación de compresión de 8:1 que proporciona 64 kW (89 HP) a 5.600 rpm.